# 筑紫野市立天拝小学校
筑紫野市立天拝小学校（ちくしのしりつ てんぱいしょうがっこう）は、福岡県筑紫野市天拝坂六丁目にある公立小学校。

## 沿革
2001年4月に筑紫野市立二日市小学校から分校し開校。

## 交通手段
- 西鉄天神大牟田線二日市駅より車で8分
- JR二日市駅から車で10分
- 九州自動車道筑紫野インターチェンジから車で7分